# ジューン・フォールズ
ジューン・フォールズ (June Foulds、1934年5月13日 - 2020年11月6日)は、イギリスの陸上競技選手。1956年メルボルンオリンピックの銀メダリストである。

## 経歴
フォールズは、1952年ヘルシンキオリンピックでは、シルビア・チーズマン、ジーン・デスフォルゲ、ヘザー・アーミテージとともに4×100mリレーに出場し、イギリスの銅メダル獲得に貢献した。
さらに、フォールズは4年後のメルボルンオリンピックにも出場。個人種目の200mは5位に終わったものの、前回もメンバーであったアーミテージ、アン・パシュリー、ジーン・スクリヴンズとともに、地元のオーストラリアに次いで銀メダルを獲得。前回を上回る成績を残した。

## 主な実績
| 年   | 大会                   | 場所                       | 種目          | 結果 | 記録   |
| ---- | ---------------------- | -------------------------- | ------------- | ---- | ------ |
| 1950 | ヨーロッパ陸上選手権   | ブリュッセル(ベルギー)     | 100m          | 3位  | 12秒4  |
| 1950 | ヨーロッパ陸上選手権   | ブリュッセル(ベルギー)     | 4×100mリレー  | 1位  | 47秒4  |
| 1952 | オリンピック           | ヘルシンキ(フィンランド)   | 4×100mリレー  | 3位  | 46秒2  |
| 1956 | オリンピック           | メルボルン(オーストラリア) | 200m          | 5位  | 24秒3  |
| 1956 | オリンピック           | メルボルン(オーストラリア) | 4×100mリレー  | 2位  | 44秒7  |
| 1958 | コモンウェルスゲームズ | カーディフ(ウェールズ)     | 4×110ydリレー | 1位  | 45秒37 |